# Secteur fortifié du Bas-Rhin

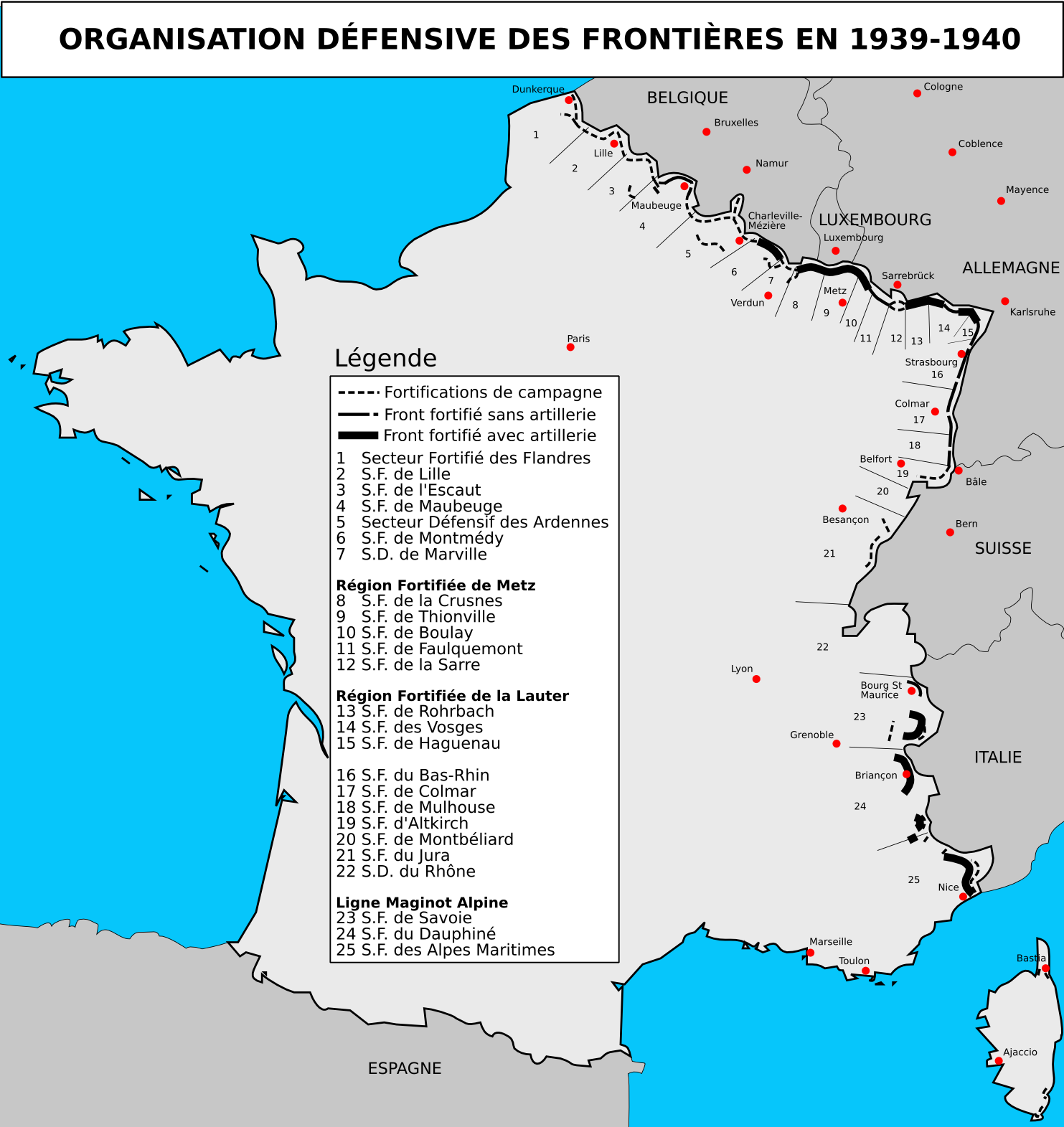
Carte de l'organisation en secteurs de la ligne Maginot.

Le secteur fortifié du Bas-Rhin est une partie de la ligne Maginot, situé entre le secteur fortifié de Haguenau au nord et le secteur fortifié de Colmar au sud.
Il forme une ligne le long de la rive gauche du Rhin, protégeant la ville de Strasbourg, entre Drusenheim et Diebolsheim (dans le Bas-Rhin). Les fortifications du secteur sont composées essentiellement de casemates d'infanterie le long du fleuve.
Pour un article plus général, voir Ligne Maginot.

## Organisation et unités

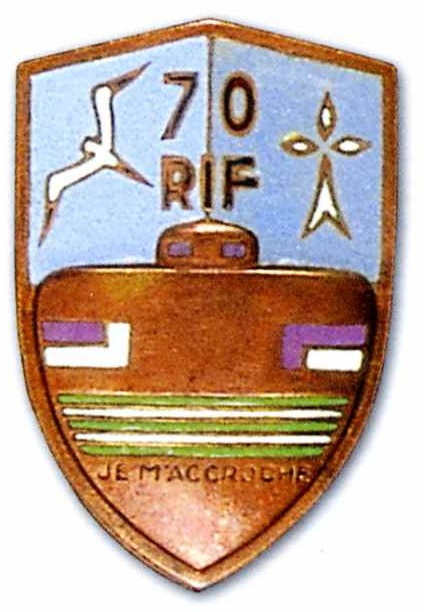
Insigne du 70e RIF.

D'abord sous commandement de la 20e région militaire (QG à Nancy) jusqu'à la déclaration de guerre, le secteur passe alors sous commandement de la 5e armée : il est sous l'autorité du 17e corps d'armée, renforcé par la 62e division d'infanterie (de réserve, série B).
Le 5 mars 1940, le secteur change de nom, devenant la 103e division d'infanterie de forteresse (« division de Strasbourg »), perdant à cette occasion le sous-secteur d'Herrlisheim qui passe sous les ordres du secteur de Haguenau.
Le secteur est divisé en trois puis deux sous-secteurs fortifiés, avec les unités suivantes comme équipages des casemates ainsi que comme troupes d'intervalle stationnées entre ceux-ci après la mobilisation :
- sous-secteur d'Herrlisheim, confié au 70e RIF (régiment d'infanterie de forteresse) ;
- sous-secteur de Strasbourg, confié au 172e RIF ;
- sous-secteur d'Erstein, confié au 34e RIF.

L'artillerie du secteur est composée du 155e régiment d'artillerie de position (trois groupes de position avec vingt-quatre canons de 75 mm modèle 1897, huit 145 mm L 1916 Saint-Chamond (en), huit 150 mm T modèle 1917 Fabry et douze 155 mm L 1877 de Bange).
À ces moyens se rajoutent le 237e RI de SF (régiment d'infanterie de secteur fortifié), le 226e RI de SF et le 205e RR (régiment régional), ces deux derniers régiments affectés à la place de Strasbourg.

## Composants
Le franchissement du Rhin est interdit par la construction dès 1930 de deux lignes de défense, d'une part une première ligne de casemates CORF sur la berge de la rive gauche du fleuve (dite « ligne de la berge »), d'autre part une seconde ligne un peu plus en arrière, composée d'abris et de casemates (dite « ligne des abris »).
À partir de 1931, commence la construction d'une troisième ligne (dite « ligne des villages »), constituée elle aussi de casemates CORF.
Au nord, le sous-secteur de Strasbourg est constitué uniquement de la ligne de berge, sans profondeur pour éviter le bombardement de la ville. Le pont de Kehl est barré (le pilier ouest est dynamité le 12 octobre 1939), les anciens forts allemands sont partiellement réoccupés (construction de deux casemates dans le fort Ducrot ; réemploi de la batterie des Cerisiers, du fort Rapp, du fort de Mutzig, etc.), le tout est renforcé par une série de blockhaus MOM dans les faubourgs.
Au sud, dans le sous-secteur d'Erstein, la densité des casemates est particulièrement faible de Plobsheim à Erstein (les bords du fleuve y sont escarpés), mais est plus importante de Gerstheim à Diebolsheim (proximité du pont de Gerstein et du bac de Rhinau).
Casemates d'infanterie
- Drusenheim Nord
- Drusenheim Centre
- Drusenheim Sud
- Neuried
- Offendorf
- Gambsheim Nord
- Gambsheim Centre
- Gambsheim Sud
- Muhlrhein
- Bettenhoffen
- Kilstett
- Kinzig Nord
- Kinzig Sud
- Bassin aux Pétroles
- Sporeninsel
- Bassin de l'Industrie
- Champ de Courses
- Petit Rhin
- Musau
- Ruchau
- Hackmessergrund
- Rohrsehollen
- Paysans
- Auberge
- Christian
- Stall
- Cosaques
- Plobsheim

Abris
- Ancienne Redoute
- Kaebelgrund
- Haugrund